# كاسيوس مارش
كاسيوس مارش (بالإنجليزية: Cassius Marsh)‏ هو لاعب كرة قدم أمريكية أمريكي، ولد في 7 يوليو 1992 في Mission Hills, Santa Barbara County, California ‏ في الولايات المتحدة.

## وصلات خارجية
- كاسيوس مارش على موقع مرجع كرة القدم المحترفة.كوم (الإنجليزية)